# Ga Siheung Neunggok
Ga Siheung Neunggok (Tiếng Hàn: 시흥능곡역, Hanja: 始興陵谷驛) là ga tàu điện ngầm trên Tuyến Seohae nằm ở Neunggok-dong, Siheung-si, Gyeonggi-do.

## Lịch sử
- 21 tháng 10 năm 2013: Công bố kinh doanh tuyến đường sắt và quyết định đặt tên ga là Ga Yeonseong[1]
- 6 tháng 4 năm 2018: Thông báo về bảng khoảng cách đường sắt và đổi tên ga thành Ga Siheung Neunggok[2]
- 16 tháng 6 năm 2018: Hoạt động kinh doanh bắt đầu với việc khai trương Tuyến Seohae của Tàu điện ngầm Seoul[3]

## Bố trí ga
| ↑ Tòa thị chính Siheung |
| \| S/B                  |
| Dalmi ↓                 |

| Hướng Bắc | ● Tuyến Seohae | ← Hướng đi Tòa thị chính Siheung · Sincheon · Sân bay Quốc tế Gimpo · Ilsan |
| Hướng Nam | ● Tuyến Seohae | → Hướng đi Dalmi · Seonbu · Choji · Wonsi →                                 |

## Xung quanh nhà ga
- Trường trung học Siheung Neunggok
- Trường tiểu học Seungji
- Thư viện Neunggok
- Trung tâm phúc lợi người cao tuổi thành phố Siheung
- Tổng công ty Bảo hiểm Y tế Quốc gia Chi nhánh Siheung
- Tổng công ty thành phố Siheung
- Văn phòng đăng ký xe thành phố Siheung
- Công viên Seungji
- Công viên tiền sử Neunggok
- Đồn cảnh sát Neunggok
- Công viên Youngmojae
- Trung tâm phúc lợi hành chính Neunggok-dong
- Trường tiểu học Siheung Neunggok
- Trường trung học Siheung Neunggok
- Công viên trung tâm

## Thư viện

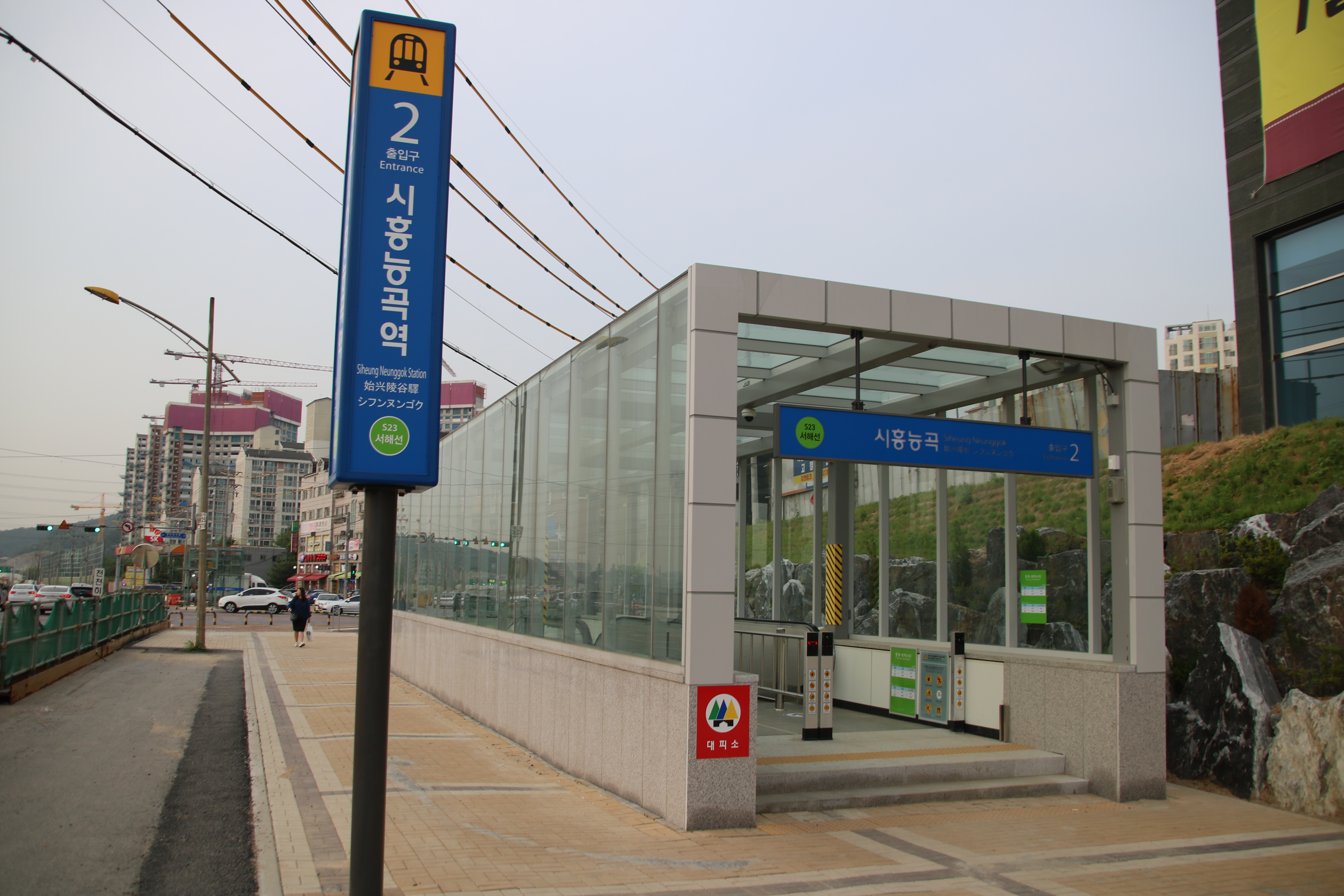
Lối ra số 2
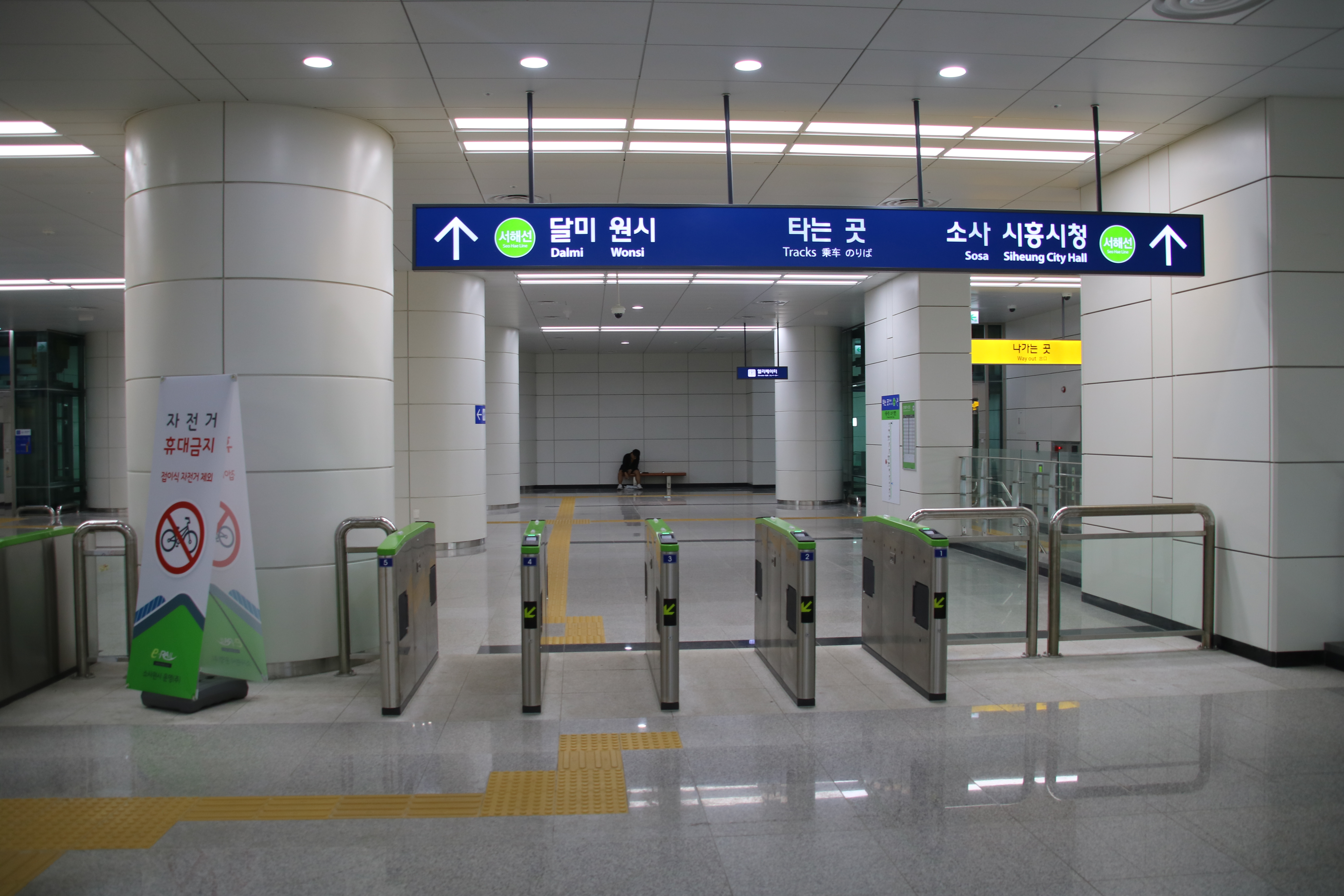
Cửa soát vé
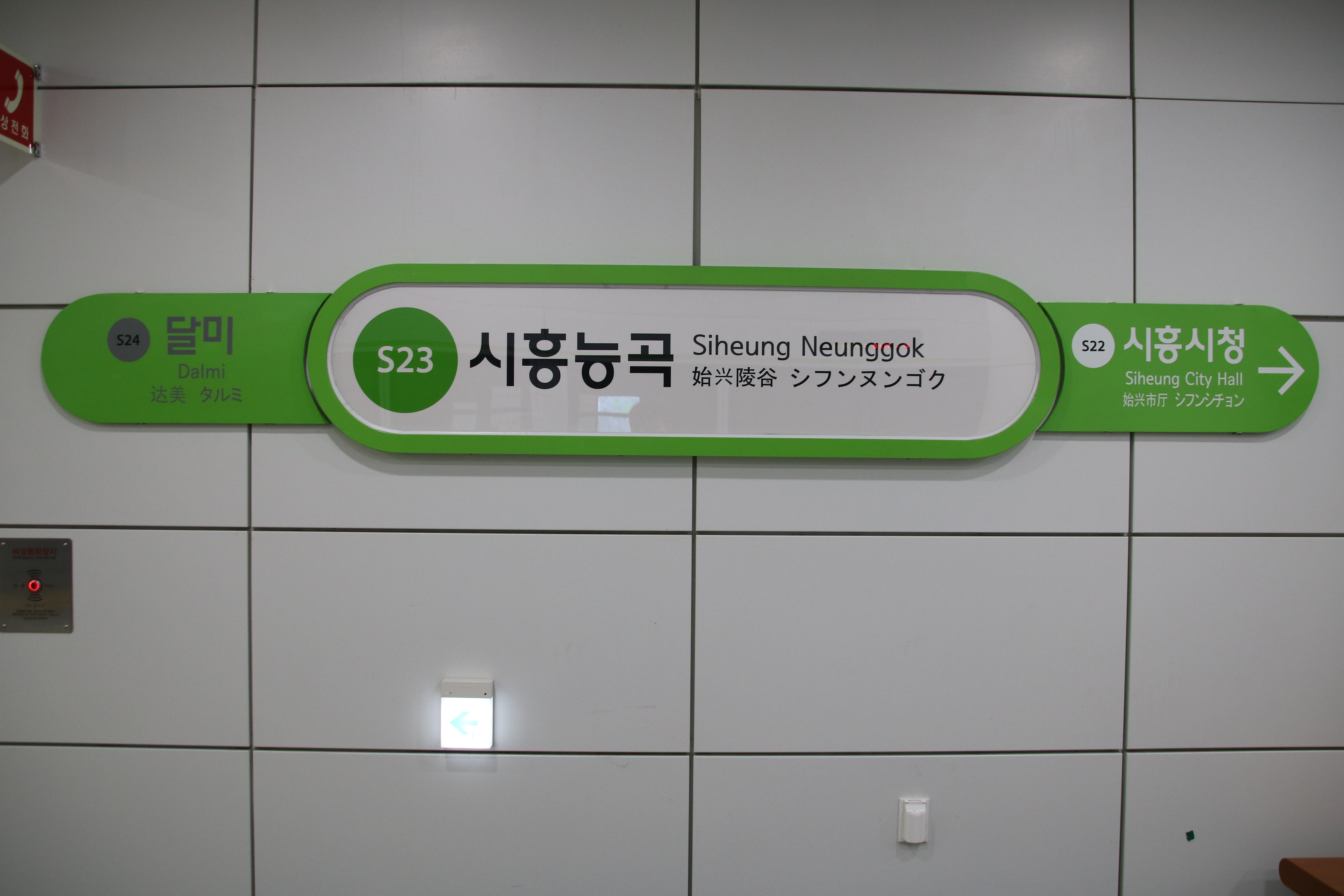
Bảng tên ga